# Damião de Góis

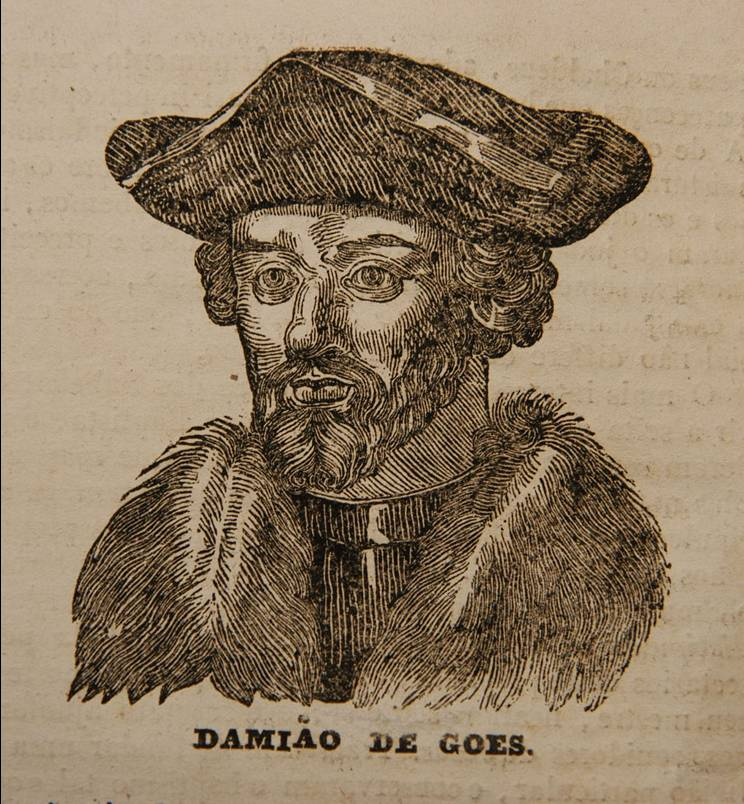
Damião de Góis.

Damião de Góis, in Nederlands en Vlaanderen ook Damiaan van der Goes genoemd (Alenquer, 2 februari 1502 – aldaar, 30 januari 1574) was een Portugees diplomaat, kunstverzamelaar en humanistisch auteur.
De Góis was vanaf omstreeks 1518 werkzaam aan het hof van koning Emanuel I van Portugal. Van 1523 tot 1544 was hij in opdracht van zijn opvolger, Johan III van Portugal, werkzaam in de Nederlanden, waar hij secretaris en thesaurier werd van de Portugese feitoria in Antwerpen. Ook bekleedde hij een diplomatieke functie, want op 31 mei 1533 wordt hij vermeld als ‘consul van der natien van Portugale’. Tijdens de vele reizen die hij in die functie ondernam ontmoette hij verschillende invloedrijke geleerden en denkers waaronder Sebastian Münster, Desiderius Erasmus (die hem in 1532 in Freiburg ontving), Giovanni Battista Ramusio, Philipp Melanchthon en Maarten Luther. Daarnaast volgde hij studies aan de universiteiten van Padua en Leuven. In 1538 trouwde hij met de Nederlandse Joanna de Hargen met wie hij acht zonen had.
De Góis schreef over de meest uiteenlopende onderwerpen: van de Ethiopisch-orthodoxe Kerk tot de situatie van de Sami in Scandinavië. Zijn bekendste boek is Fides, religio, moresque Aethiopum, dat tijdens zijn leven vijf keer herdrukt werd en zowel in katholieke als in protestantse kring grote bekendheid had. Dit maakte hem in zijn thuisland echter verdacht en het duurde niet lang tot hij door de Portugese magistraat Simão Rodrigues van lutheranisme werd beschuldigd. Het duurde echter tot 1570 tot hij ook daadwerkelijk veroordeeld werd en verbannen werd naar het klooster van Bathalha. Vier jaar later overleed hij.
De Góis was geen onbelangrijke kunstverzamelaar; zo verwierf hij tijdens zijn verblijf in de Nederlanden minstens vier werken van de schilder Jheronimus Bosch. Van deze vier schilderijen schonk hij een Doornenkroning aan de kerk van Varzea de Alemquer, verkocht hij tussen 1523 en 1545 een Verzoeking van de heilige Antonius aan koning Filips II van Spanje (mogelijk identiek aan het exemplaar in het koninklijk paleis van Ajuda) en zou hij een Job en een tweede Verzoeking van de heilige Antonius aan João Ricci, nuntius van Montepoliziano en aartsbisschop van Siponto, verkocht hebben.
- Bibsys: 90786080
- Biblioteca Nacional de España: XX1310963
- Bibliothèque nationale de France: cb11988211n (data)
- Catàleg d'autoritats de noms i títols de Catalunya: 981058510957206706
- CiNii: DA10474180
- Digitale Bibliotheek voor de Nederlandse Letteren: goes039
- Gemeinsame Normdatei: 118717979
- International Standard Name Identifier: 0000 0001 2125 848X
- Library of Congress Control Number: n83237349
- MusicBrainz: b1612f53-9106-425f-98d2-e5b946c833c1
- Nationale Bibliotheek van Tsjechië: ola2011651727
- Nationale Bibliotheek van Israël: 987007262096805171
- Nationale en Universitaire bibliotheek Zagreb: 000498517
- Nederlandse Thesaurus van Auteursnamen: 070512299
- Réseau des bibliothèques de Suisse occidentale: 02-A013749590
- Istituto Centrale per il Catalogo Unico: BVEV077601
- LIBRIS: 377765
- SNAC: w6nc7bmc
- Système universitaire de documentation: 027949354
- Virtual International Authority File: 29543090
- WorldCat: E39PBJxcYc4rfvqdj6XD7Y7T73